# National Board Dental Examination
El National Board Dental Examination, NBDE, por sus siglas en inglés, es un examen nacional que presentan todos los estudiantes y profesionales de la odontología en los Estados Unidos de América como evaluación primaria sobre los conocimientos más elementales en el área. 
El examen se encuentra dividido en dos partes:

Primera Parte (NBDE I): Consiste 400 preguntas de las ciencias básicas de la medicina distribuidas en 100 preguntas por área en dos episodios de 3.5 horas, estas incluyen:

- Anatomía Humana e Histología

- Bioquímica y Fisiología

- Microbiología y Patología 

- Anatomía Dental y Oclusión 

Segunda Parte (NBDE II): El examen se realiza en dos días, siendo el primero un compendio estructurado de la misma forma que la primera parte del examen (400 preguntas distribuidas en dos episodios de 200 preguntas) y el segundo día con 100 preguntas acerca de casos clínicos en el rubro odontológico. Los temas a evaluar son:
- Operatoria Dental 

- Farmacología 

- Prostodoncia 

- OSHA (Administración de Salud y Seguridad Ocupacional), Manejo del Comportamiento, Salud Pública y Control de Infecciones 

- Odontopediatría y Ortodoncia 

- Periodoncia 

- Endodoncia 

- Cirugía Oral y Control del Dolor 

- Patología Bucal 

- Radiología 

- Diagnóstico Bucal 

## Aprobación
El aprobar los dos exámenes es el primer requisito no solo para titularse y ejercer la odontología en los Estados Unidos, sino para poder ser considerado en un programa de especialización en el rubro.
El puntaje mínimo de pase es 75, y este se obtiene tomando como base el promedio general de todas las personas que presentaron el mismo examen en el mismo periodo y el número de respuestas correctas de quien realiza el examen.
Los odontólogos graduados en Universidades fuera de los Estados Unidos de América, deben aprobar dichos exámenes como primer paso para ser considerados en un curso de revalidación de estudios.